# José Blanco Amor
José Blanco Amor (1912 - 10 de marzo de 1989) fue un escritor, periodista y ensayista español-argentino.

## Biografía

### Infancia y juventud
José Blanco Amor nació en Bergondo, La Coruña (España) en 1912. Criado en una familia humilde, abandonó la escuela de muy joven, a los once años según algunas fuentes, para ayudar a su familia. Aprendió más tarde el oficio de carpintero y en 1930 emigró a Buenos Aires, ciudad donde vivió hasta su fallecimiento que sucedió el 10 de marzo de 1989 a los 75 años de edad.
Entre sus actividades figura el ser secretario de la Organización Republicana Gallega Autónoma (ORGA), que dirigía Santiago Casares Quiroga.

### En Buenos Aires
Se inició en su formación en Buenos Aires, principalmente como autodidacta, al tiempo que trabajaba en otras diversas tareas. Estudió idiomas, se hizo traductor, corrector de pruebas y periodista, hasta convertirse en una destacada figura de las letras hispanoamericanas.
Ya en su trabajo como periodista colaboró en los diarios La Prensa, El Mundo, y en La Nación, de Buenos Aires, en la Argentina, donde escribía sus comentarios parlamentarios en su columna «Más allá de la crónica». Fue también redactor de Obituarios del diario La Nación durante treinta años, en la época en que los grandes escritores escribían las necrologías de las personalidades del mundo.

### Reconocimientos
Por sus colaboraciones en el periódico La Nación, el Ministerio de Información y Turismo español le concedió el premio hispanoamericano de prensa Miguel de Cervantes, correspondiente a 1972.
Su producción de ensayos trata principalmente temas españoles, una constante preocupación para él fue movilizar las relaciones culturales entre España y América, en obras suyas tales como “España y el marxismo” o “La generación del 98”. Otra obra importante, dentro del campo del ensayo, es “Con verdad y con rigor”. Escribió también varias novelas y un libro de relatos titulado “Reportaje a Nueva York”, que recoge varias crónicas de las Naciones Unidas escritas por Blanco Amor cuando fue enviado a los Estados Unidos, en 1949. Entre sus novelas, se destacaría “La vida que nos dan”(Buenos Aires, 1953), premio Valle-Inclan;“Todos los muros eran grises” (Buenos Aires, 1956); “Antes que el tiempo muera” (Buenos Aires, 1958); “Duelo por la tierra perdida” (Buenos Aires, 1960), “La Misión”, ganadora en 1967 del Premio de Literatura de la Ciudad de Buenos Aires. Fue galardonado con el Premio Nacional de Literatura "Juan Bautista Alberdi" (Argentina, 1971).
Durante el mandato del vicepresidente de la Nación Argentina, Carlos Humberto Perette, se le nombró Director de Prensa del Senado de la Nación Argentina.
Entre los premios que recibió por sus trabajos destacan algunos como el Pen Club Internacional.

## Libros
Entre sus obras podemos encontrar:
- Antes que el tiempo muera, 1957
- Con verdad y con rigor, 1961
- Duelo por la tierra perdida, 1963
- Encuentros y desencuentros, 1969
- Ensayos sin fronteras, 1983
- La Generación del 98, 1966
- La Misión, 1966
- La pirámide, 1970
- Reportaje a Nueva York. Las Naciones Unidas, 1950
- Todos los muros eran grises, 1956
- La Vida que nos dan, 1953
- Los Virtuosos, 1976.
- Ensayos sin fronteras, 1983
- ¿Y ahora qué?, 1983
- Exiliados de memoria, 1986